# Eday
Eday är en ö i Orkneyöarna, Skottland. På mitten av ön finns ett rikt växtliv med ljung och öns huvudindustrier har varit torvframställning och kalkstensbrytning.
Befolkningen uppgick 2011 till 160 personer.
Attraktionerna på ön inkluderar Stone of Setter och byggnader av Vinquoy, Braeside och Hunstersquoy. Eday är också känt för sina havsfåglar och för Carrick house, byggt år 1633, där piraten John Gow fångades.
Färjor seglar från Backaland på Eday till Kirkwall, och det finns också en flygplats.

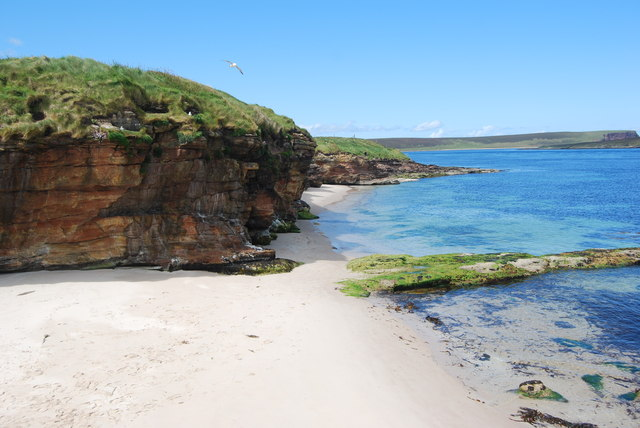
Strand på Eday